# Moshe Katsav
Moshe Katsav (en hébreu : מֹשֶׁה קַצָּב), né Musa Kasab le 5 décembre 1945 à Yazd (Iran), est un homme d'État israélien, président de l'État d'Israël de 2000 à 2007.
Membre du Likoud, il est élu huitième président d'Israël lors du scrutin de 2000. La fin de son mandat est marquée par des accusations de violence sexuelle ; il demande alors à être suspendu de ses fonctions, puis démissionne dans le cadre d'un accord avec la justice, quelques jours avant la fin de son mandat et après l'élection de son successeur Shimon Peres. Reconnu coupable de viol en 2010, il est emprisonné de 2011 à 2016.

## Biographie

### Jeunesse et études
Moshe Katsav grandit à Téhéran puis émigre avec sa famille en Israël en 1951. Il est diplômé (BA) en histoire et économie de l'Université de Jérusalem.

### Débuts en politique
Il rejoint le Likoud et devient à 24 ans maire de la petite ville de Kiryat Malachi. Par la suite, il est investi député à la Knesset.
Il est ministre des Minorités de 1996 à 1999.

### Président de l'État d'Israël
Membre du gouvernement Benyamin Netanyahou, il s'engage dans la course à la présidence de l'État d'Israël contre Shimon Peres, donné favori, et est élu le 31 juillet 2000, par 63 voix contre 57 à son adversaire travailliste. Il est le premier membre du Likoud à occuper ce poste, ainsi que le premier président de l'État d'Israël élu pour un mandat de sept années. Il est le premier président mizrahi de l'État d'Israël ainsi que le premier président né dans un État islamique. Il a prêté serment le 1er août, environ deux mois avant le déclenchement de la seconde Intifada.
Durant sa présidence, il s'est impliqué politiquement. Il a notamment soutenu le plan avorté de cessez-le-feu de 2002 et a refusé la grâce à Yigal Amir, l'assassin de l'ancien Premier ministre Yitzhak Rabin. Il a également raconté comment, lors des funérailles du pape Jean-Paul II, il était assis à côté du président iranien, Mohammad Khatami, pour des raisons de dispositions des dirigeants internationaux par ordre alphabétique. Parlant couramment le persan, il a ainsi pu tendre la main et dialoguer avec Khatami, ce qui constituerait le premier contact public entre Israël et l'Iran depuis 1979. Khatami a toutefois démenti formellement.
« Ma famille a vécu pendant 2 500 ans en Iran. Nous avons acquis la culture perse et nourrissons dans notre cœur des sentiments très intenses pour son histoire et sa culture », aurait-il affirmé en 2003 lors d'un échange radiophonique avec des Juifs iraniens[réf. nécessaire]. D'ailleurs, la majorité des membres de sa famille sont aujourd'hui enterrés en Iran[réf. nécessaire].

### Condamnation pour viol et emprisonnement
En 2006, Moshe Katsav est accusé de viol sur une ancienne employée, celle-ci affirmant avoir été abusée lors d'une relation sexuelle contrainte par le chef de l'État, si elle ne voulait pas être licenciée. L'entourage de Moshe Katsav rejette ces accusations et certains députés Likoud émettent l'hypothèse d'un complot « visant à dénigrer le président. » Moshe Katsav porte plainte pour chantage contre son ancienne employée. Une enquête policière est ouverte en juillet 2006.
En janvier 2007, trente députés de la Knesset signent une pétition demandant le départ du président. Le procureur général israélien Menachem Mazuz annonce son intention de poursuivre Katsav pour viol, obstruction à la justice et fraudes le 23 janvier et le lendemain, le Premier ministre Ehud Olmert demande à Katsav de démissionner. Katsav demande sa suspension temporaire du poste de président le 25 janvier 2007, ce qui est fait par une commission spéciale du Parlement pour une période de trois mois. La présidente du Parlement Dalia Itzik devient alors présidente par intérim jusqu'à la prise de fonction de Shimon Peres le 15 juillet 2007. Pendant sa suspension, Katsav garde son immunité pénale. Le 29 juin, à quelques jours de la fin de son mandat, il démissionne dans le cadre d'un accord avec la justice lui évitant une peine de prison ferme.
En mars 2009, il est inculpé pour viol.
Le 30 décembre 2010, Moshe Katsav, qui a renoncé en 2008 à un accord juridique passé entre ses avocats et le parquet lui permettant d'éviter une peine de prison ferme, est reconnu coupable de deux viols sur l'une de ses subordonnées lorsqu'il était ministre du Tourisme dans les années 1990, puis un autre commis à Beit HaNassi, la résidence présidentielle. Il répondait aussi d'« actes indécents, harcèlement sexuel, subornation de témoin et entrave à la Justice » sur deux autres de ses employées, et avait plaidé non coupable. Sa peine est annoncée le 22 mars 2011 : il est condamné à sept ans de prison ferme,. Sa peine est confirmée en appel, en novembre 2011, les trois juges précisant qu'il y a eu viol « même s'il y a eu des liens romantiques ».
Il effectue sa peine à la prison de Ramleh. Le 8 mai 2016, après le rejet d'une demande de libération anticipée, il réclame une grâce présidentielle de la part de Reuven Rivlin, qui avait succédé à Peres en 2014. Après cinq années d'incarcération, il sort de prison le 21 décembre 2016.